# Manfred Lindinger
Manfred Lindinger (* 17. Juli 1962 in Mainz) ist ein deutscher Wissenschaftsjournalist.

## Leben und Wirken
Lindinger studierte Physik an der Johannes-Gutenberg-Universität Mainz mit dem Diplom 1990. Er war 1992 zu einem Forschungsaufenthalt bei Caterine Bréchignac in Paris, wo er im Rahmen seiner Promotion optische Eigenschaften von Metallteilchen im Nanobereich untersuchte. Die Promotion erfolgte in Mainz 1996 (Photofragmentation von Gold- und Silberclusterionen in einer Penningfalle). 1996 war er Hospitant bei der Frankfurter Allgemeinen Zeitung und schrieb dort zunächst als freier Mitarbeiter. Nach kurzer Zeit als Programmierer für ein Softwareunternehmen in Bensheim wurde er Journalist. Seit November 1997 ist er Redakteur im Ressort Natur und Wissenschaft der FAZ.
Er war einige Jahre im Beirat für Wissenschaftskommunikation der DPG.
2020 erhielt er mit Norbert Lossau die Medaille für naturwissenschaftliche Publizistik der Deutschen Physikalischen Gesellschaft (DPG).